# Джузеппе Осорио Аларкон
Джузеппе Антонио Осорио Аларсон (итал. Giuseppe Antonio Osorio Alarçon; , 22 сентября 1697, Трапани, Сицилия — 9 июня 1763, Турин) — итальянский политический и государственный деятель, дипломат, Первый государственный секретарь Королевства Сардинии (1756—1763).

## Биография
Испанского происхождения. Родился в знатной сицилийской семье, рано осиротел. В 1714 году поступил на службу к королю Сицилии Виктору Амадею II Савойскому. В 1720 году был отправлен в Голландию, затем, в ноябре 1729 года назначен послом Королевства Сардиния при дворе английского короля Георга II.
В 1730 году после отречения от престола короля Виктора Амадея II Савойского в пользу своего сына Карла Эммануила III, который был другом детства Осорио Аларсона, тот утвердил его послом Королевства Сардиния в Англии. В следующем году был назначен послом в Испании.
В 1750 году отозван в Турин, где Карл Эммануил III назначил его государственным секретарём по иностранным делам, а в 1756 году — первым государственным секретарём Королевства Сардиния.
В 1763 году был удостоен Высшего ордена Святого Благовещения.